# Histoire et dialectique de la violence
Histoire et dialectique de la violence est un livre du philosophe français Raymond Aron paru en 1973.
Pour la rédaction de l'ouvrage, Raymond Aron s'est basé à partir d'une analyse d'un ouvrage de Jean-Paul Sartre Critique de la Raison dialectique.